# Cassero Senese (Grosseto)
Pour les articles homonymes, voir Cassero Senese.
Le Cassero Senese de Grosseto (en italien ; Cassero Senese di Grosseto) est une imposante fortification érigée contre les remparts de Grosseto, en Toscane.

## Histoire
Avec Porta Vecchia, le Cassero Senese (en français donjon Siennois) est le seul élément architectural des murs médiévaux qui a été épargné lors des travaux de reconstruction des murailles, qui ont eu lieu dans la seconde moitié du XVIe siècle.
Après avoir été l'élément central du système de défense de la ville de Grosseto pendant de nombreux siècles, le donjon a abrité le quartier militaire entre le milieu du XIXe siècle et la Seconde Guerre mondiale ; dans les dernières décennies du siècle dernier , une série de travaux de restauration a permis la récupération et le réaménagement de l'ensemble de la structure.

## Description
Le Cassero Senese ressemble à une tour basse mais imposante de section rectangulaire, recouverte extérieurement de travertin ; la terrasse sommitale couverte du XVIe siècle est remplacée par un parapet en brique.
Du côté tourné vers l'extérieur des murailles, le long de la rocade, il convient de noter les armoiries noires et blanches de Sienne et le double arc caractéristique , où l'arc en ogive se détache évidemment au-dessus du rond abaissé ; les finitions sont en travertin et marbre noir. La double porte qui s'ouvre était l'ancienne Porta di Santa Lucia, qui était un point d'accès au centre historique le long de la muraille médiévale.
Il est principalement utilisé pour la présentation d'expositions artistiques et photographiques.

## Galerie

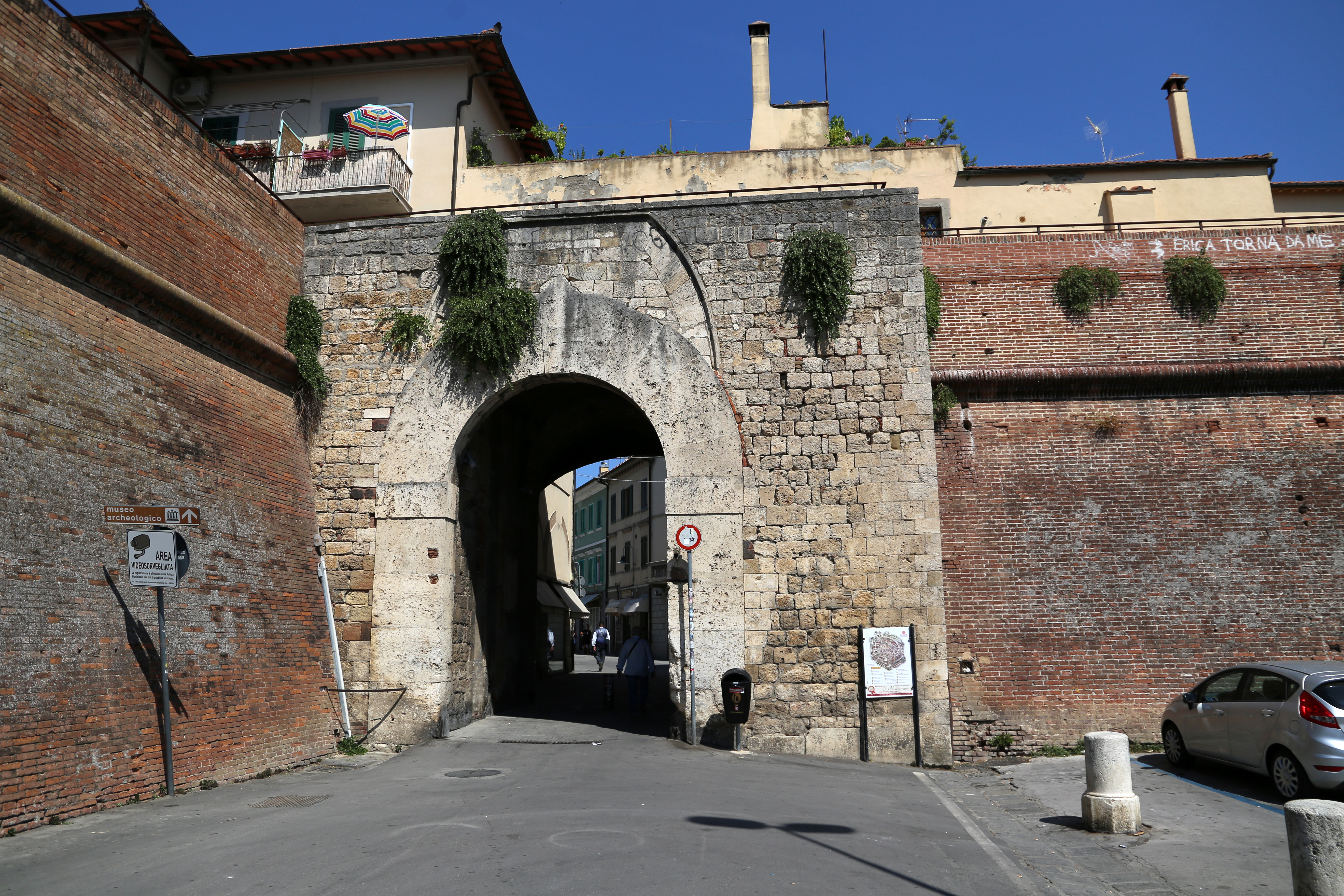
Porta Vecchia
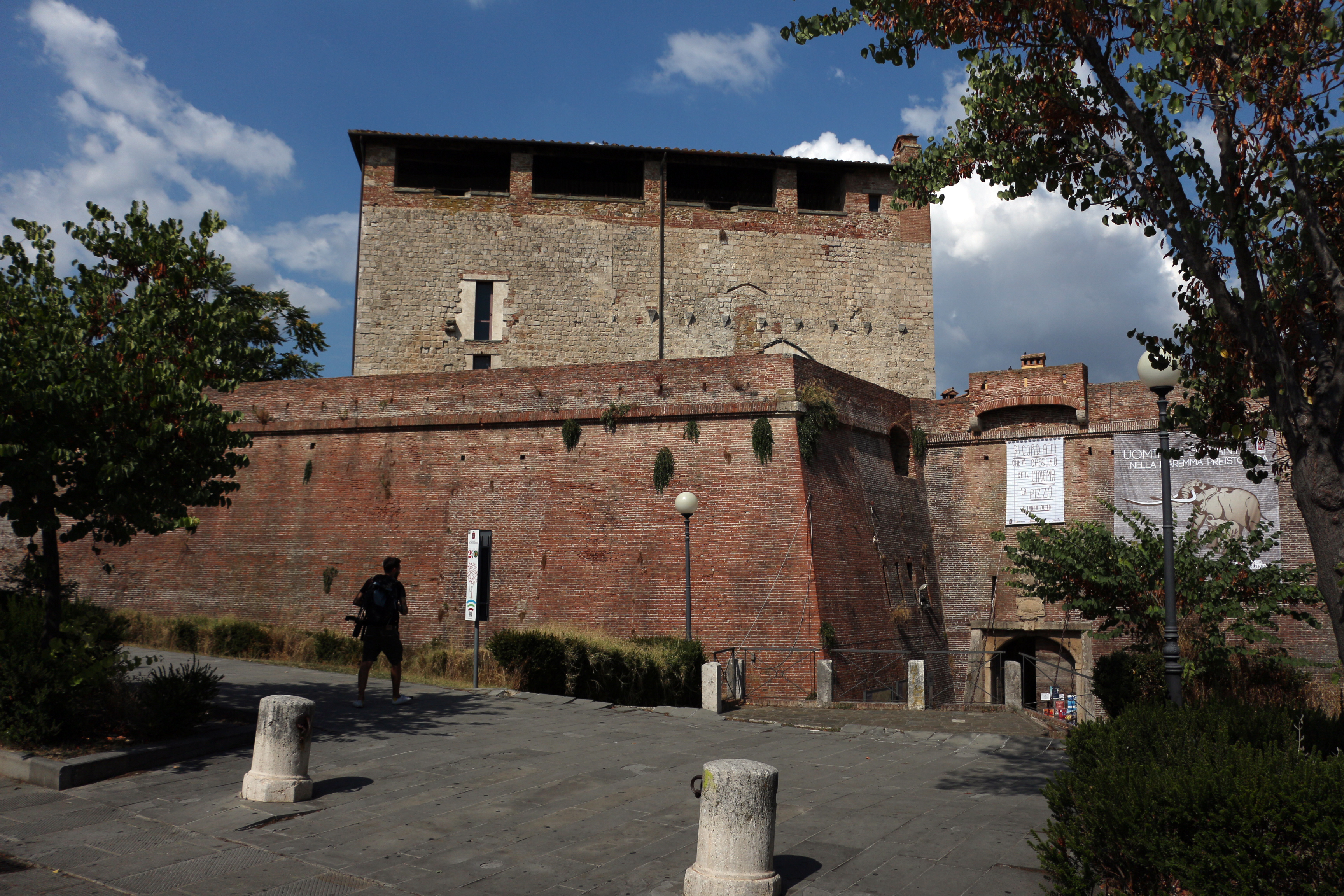
Casseto Senese